# ملامیر
مُلّامیر (به لاتین: Mullomir) یک روستا در تاجیکستان است که در ولایت سغد واقع شده‌است.